# Jomei
Keizer Jomei (舒明天皇, Jomei-tennō, 593- 17 november 641)) was de 34e keizer van Japan, volgens de traditionele volgorde. Hij regeerde van 629 tot 641.

## Genealogie
Voor zijn troonsbestijging, was de persoonlijke naam (zijn imina) van Jomei, Tamura-no-Ōji (Prins Tamura, 田村皇子).
Jomei was een kleinzoon van keizer Bidatsu; zowel van vaders kant als van moeders kant. Zijn vader was prins Oshisakanohikohito-no-Ōe, een zoon van Bidatsu. Zijn moeder was prinses Nukate-hime, een jongere zus van zijn vader.

## De regeerperiode van Jomei
Keizerin Suiko liet voor haar dood maar weinig los over wie ze als opvolger wilde. Twee mensen kwamen volgens haar in aanmerking; Jomei en de zoon van Shotoku Taishi, prins Yamashiro-no-Ōe. Na haar dood raakte het keizerlijk hof verdeeld over wie van deze twee de troon zou erven. Soga no Emishi, het hoofd van de Sogaclan, steunde Jomei. Door zijn hulp werd Jomei uiteindelijk Keizer. Yamashiro-no-Ōe werd later aangevallen door de Sogaclan, en pleegde met zijn gehele familie zelfmoord.
Jomei regeerde 13 jaar lang. Tijdens zijn regeerperiode verkreeg Soga no Emishi enkele politieke posities. Na zijn dood ging de troon over op zijn vrouw en nicht, Kogyoku.
* Regent Jingu staat niet op de traditionele lijst.